# Pénicillamine
La pénicillamine est un acide α-aminé. Son énantiomère D est utilisé comme médicament chélateur, ou comme immunosuppresseur pour traiter la polyarthrite rhumatoïde en réduisant le nombre de lymphocytes T, en inhibant les macrophages, en réduisant l'activité de l'interleukine 1 et du facteur rhumatoïde et en prévenant la réticulation du collagène.

## Toxicité
L'énantiomère L est toxique car il inhibe l'action de la pyridoxine. Il s'agit d'un métabolite de la pénicilline qui ne présente pas d'action antibiotique. 

## Utilisations
Comme chélateur, elle peut être utilisée pour traiter :
- la maladie de Wilson, anomalie génétique du métabolisme du cuivre, dans laquelle la pénicillamine chélate le cuivre afin de permettre son élimination par voie urinaire[3] ;
- la cystinurie, anomalie génétique conduisant à la précipitation d'un calcul de cystine, dans laquelle la pénicillamine se lie à la cystéine pour former un disulfure plus soluble que la cystine[6] ;
- la sclérodermie ;
- l'intoxication à l'arsenic en seconde intention après le dimercaprol (BAL)[7], mais son utilisation à cette fin n'est plus recommandée[8].

## Effets secondaires et contre-indications
Les plus courants sont la dépression médullaire, la dysgueusie, l'anorexie, les vomissements et la diarrhée, se produisant chez 20 à 30 % des patients traités à la pénicillamine,.
La pénicillamine peut avoir d'autres effets secondaires tels qu'une néphropathie, une hépatotoxicité, une glomérulonéphrite extramembraneuse, une anémie aplasique (idiosyncratique), un syndrome myasthénique de Lambert-Eaton, un lupus érythémateux disséminé, une myopathie toxique, voire une croissance des seins.
Contre-indications : cette molécule est contre-indiquée chez les personnes présentant une hypersensibilité à la pénicillamine ou une myasthénie.

## Divers
La pénicillamine fait partie de la liste des médicaments essentiels de l'Organisation mondiale de la santé (liste mise à jour en avril 2013).